# Нападение на тайную полицию
«Нападение на тайную полицию» (латыш. Uzbrukums slepenpolicijai) — художественный фильм режиссёра Ольгерта Дункерса, снятый по мотивам романа Альберта Белса «Голос зовущего» на Рижской киностудии в 1974 году.

## Сюжет
Время действия — 1905 год, разгул реакции после известных революционных событий. Из Либавы в Ригу пребывает один из руководителей революционного подполья. Во время облавы его арестовывают за нарушение паспортного режима и отправляют в камеру предварительного заключения для выяснения обстоятельств дела.
Полиция понимает, что задержанный — один из главных участников происходящего, но не имеет прямых доказательств его вины. Тот упорно выдаёт себя за торговца льном и требует либо предъявить ему обвинение, либо выпустить на свободу.
Жандармы готовы пойти на крайние меры, но арестанта освобождает группа радикально настроенных молодых боевиков-революционеров, устроивших дерзкое нападение среди белого дня на полицейское управление в самом центре Риги.

## В ролях
- Гирт Яковлев — Карлсонс
- Карлис Себрис — Грегусс
- Гунар Цилинский — Крамеров
- Эльза Радзиня — госпожа Леиня
- Велта Лине — мать Карлсонса
- Эдмунд Фрейбергс — Эпис
- Арнис Лицитис — Бравый
- Роландс Загорскис — Страуме
- Мирдза Мартинсоне — Аустра
- Гедиминас Гирдвайнис — Зиединьш
- Вайронис Яканс — Спицаус
- Эвалдс Валтерс — помощник Грегуса
- Петерис Гаудиньш — Чомс
- Улдис Думпис — барон
- Марис Путниньш — Межгайлис

## Съёмочная группа
- Автор сценария: Альберт Белс
- Режиссёр-постановщик: Ольгерт Дункерс
- Оператор-постановщик: Микс Звирбулис
- Композитор: Маргер Зариньш
- Художник-постановщик: Гербертс Ликумс